# Lars Fr. H. Svendsen
Lars Fredrik Händler Svendsen (født 16. september 1970) er en norsk filosof og forfatter. Han arbejder som professor ved det filosofiske institut i Bergen og som klummeskriver ved avisen Aftenposten.
Lars Fr. H. Svendsens har skrevet en afhandling om Immanuel Kant og har desuden beskæftiget sig indgående med fx Martin Heidegger, men han er i offentligheden især kendt for sine essayistiske bøger om fænomener som kedsomhed, ondskab, kunst, mode og frygt. Det store gennembrud kom i 1999 med bogen Kjedsomhetens filosofi, som er oversat til flere end 20 sprog. Her betjener han sig af den metode, som siden har kendetegnet hans emneorienterede bøger. Han diskuterer det pågældende fænomen begrebsligt med andre filosoffer (altid med Kant og ofte med Heidegger og Søren Kierkegaard), men han gør det under stadig inddragelse af originale analyser af hverdagsfænomener og især af forskellige (populær)kulturprodukter som musik og film. Pet Shop Boys optræder fx i de fleste af hans bøger.
Lars Fr. H. Svendsen har desuden udgivet lærebøger i filosofi.
Flere af hans bøger er med stor anmeldersucces udkommet på dansk fra forlaget Klim. Det gælder:

## Udgivelser på dansk
- Kedsomhedens filosofi, Klim 2000
- Ondskabens filosofi, Klim 2001
- Kunst, Klim 2002
- Hvad er filosofi?, Klim 2003
- Mode, Klim 2005
- Indføring i filosofi – det sande, det gode og det skønne, Klim 2008 (sammen med Simo Säätelä)
- Frygt, Klim 2008
- Arbejdets filosofi, Klim 2010

## Eksterne link
Anmeldelse af Frykt i Jyllands-Posten Arkiveret 26. september 2007 hos  Wayback Machine